# جون م.جي. فريشه
جان إم جي فريشيه (بالفرنسية: Jean M.J. Fréchet)(من مواليد 19 أغسطس 1944، بورغوندي، فرنسا)، وهو كيميائي فرنسي أمريكي وأستاذ فخري بجامعة كاليفورنيا، بيركلي. كما أنه رئيس قسم تخليق المواد وعلوم المواد في مختبر لورانس بيركلي الوطني، ومدير مرفق الجزيئات العضوية والكبيرة للمسبك الجزيئي في مختبر لورانس بيركلي الوطني، ونائب الرئيس للبحوث في جامعة الملك عبد الله للعلوم. والتكنولوجيا. قام بتأليف ما يقرب من 900 ورقة علمية وحاصل على أكثر من 70 براءة اختراع أمريكية. تشمل مجالات بحثه التخليق العضوي وكيمياء البوليمرات المطبقة على علم النانو وتكنولوجيا النانو مع التركيز على التصميم والفهم الأساسي والتوليف والتطبيقات للجزيئات الكبيرة الوظيفية.
فريشيه هو زميل منتخب في الجمعية الأمريكية لتقدم العلوم، والجمعية الكيميائية الأمريكية، والأكاديمية الأمريكية للفنون والعلوم، وعضو منتخب في الأكاديمية الوطنية الأمريكية للعلوم، والأكاديمية الوطنية الأمريكية للهندسة، وأكاديمية أوروبا (أكاديميا أوروبا).

## التعليم والوظيفة الأكاديمية
حصل جان فريشيه على أول شهادته الجامعية في معهد الكيمياء والفيزياء الصناعية ‏ في ليون، فرنسا، قبل مجيئه إلى الولايات المتحدة للدراسات العليا في الكيمياء العضوية والبوليمر في كلية العلوم البيئية والغابات بجامعة ولاية نيويورك.، وفي جامعة سيراكيوز. التحق بكلية الكيمياء بجامعة أوتاوا في كندا عام 1973، وبقي هناك حتى عام 1987، عندما أصبح أستاذًا في آي بي إم لكيمياء البوليمرات بجامعة كورنيل. في عام 1995 تم تعيينه في كرسي بيتر جيه ديباي للكيمياء في جامعة كورنيل. في عام 1997، التحق جان فريشيه بكلية الكيمياء في جامعة كاليفورنيا، بيركلي، وعُيِّن رئيس هنري رابوبورت للكيمياء العضوية في عام 2003 وأستاذ الهندسة الكيميائية في عام 2005. في يونيو 2010، أخذ إجازة لمدة 18 شهرًا من منصبه في بيركلي ليعمل نائبًا لرئيس الأبحاث في جامعة الملك عبد الله للعلوم والتكنولوجيا.
- مهندس كيميائي، معهد الكيمياء والفيزياء الصناعية  [لغات أخرى]‏، ليون، فرنسا، 1967.
- ماجستير، كلية علوم البيئة والغابات، جامعة ولاية نيويورك، 1969.
- ماجستير، جامعة سيراكيوز، 1969.
- دكتوراه، جامعة ولاية نيويورك، كلية علوم البيئة والغابات، 1971.
- دكتوراه، جامعة سيراكيوز، 1971.
- أستاذ مساعد في الكيمياء، جامعة أوتاوا، كندا، 1973-1978.
- أستاذ مشارك في الكيمياء، جامعة أوتاوا، كندا، 1978 - 1982.
- عالم زائر، مختبر أبحاث آي بي إم، سان خوسيه، كاليفورنيا، 1979.
- أستاذ الكيمياء، جامعة أوتاوا، كندا، 1982-1987.
- عالم زائر، مختبر أبحاث آي بي إم، سان خوسيه، كاليفورنيا، 1983.
- نائب عميد كلية الدراسات العليا والبحوث، جامعة أوتاوا، كندا 1983-1987.
- أستاذ الكيمياء في آي بي إم، جامعة كورنيل، إيثاكا، نيويورك، 1987 - 95.
- بيتر جيه ديباي رئيس قسم الكيمياء، جامعة كورنيل، نيويورك، 1995 - 98.
- كبير العلماء ورئيس قسم تركيب المواد، قسم علوم المواد، مختبر إي أو لورانس بيركلي الوطني، بيركلي، كاليفورنيا 1997-2003.
- أستاذ الكيمياء، جامعة كاليفورنيا، بيركلي 1996-2011.
- مدير منشأة العضوية / البوليمر / البوليمر الحيوي، المسبك الجزيئي، مختبر لورانس بيركلي الوطني، بيركلي، كاليفورنيا، 2003-2010.
- كرسي هنري رابوبورت للكيمياء العضوية، قسم الكيمياء، جامعة كاليفورنيا، بيركلي 2003-2011.
- أستاذ الهندسة الكيميائية والبيولوجية، جامعة كاليفورنيا، بيركلي 2004-2011.
- أستاذ فخري في الكيمياء والهندسة الكيميائية والبيولوجية، جامعة كاليفورنيا، بيركلي 2012 - حتى الآن.
- نائب الرئيس للبحوث، جامعة الملك عبد الله للعلوم والتقنية (KAUST)، 2010-2016.
- نائب رئيس أول للأبحاث والابتكار والتنمية الاقتصادية، جامعة الملك عبد الله للعلوم والتقنية 2016-2019.
- نائب رئيس أول فخري، جامعة الملك عبد الله للعلوم والتقنية.

## الأوسمة والجوائز
- جائزة الأكاديمية الوطنية للهندسة لعام 2020 تشارلز ستارك دريبر في الهندسة.
- 2019 جائزة الملك فيصل العالمية في الكيمياء.[5]
- جائزة اليابان لعام 2013 عن «تطوير مواد البوليمر المقاومة المضخمة كيميائيًا لعملية تصنيع أشباه الموصلات المبتكرة».[6] [7]
- 2010 الجائزة الكبرى لبيت الكيمياء (باريس).
- 2010 ميدالية إيراسموس من الأكاديمية الأوروبية.
- 2010 جمعية علوم البوليمرات اليابانية، الجائزة الدولية لـ «تطوير البوليمرات الوظيفية من الأساسيات إلى التطبيق».
- 2010 جائزة قسم تدريس الكيمياء بجامعة كاليفورنيا.
- 2010 زميل الجمعية الكيميائية الأمريكية.
- 2009 انتخب لأكاديمية أوروبا (Academia Europaea).
- 2009 ميدالية ناغويا الذهبية.
- 2009 جائزة آرون جوثيكوندا التذكارية، جامعة كولومبيا.
- 2009 جمعية علوم البوليمرات اليابانية، الجائزة الدولية لـ «تطوير البوليمرات الوظيفية من الأساسيات إلى التطبيقات».
- 2009 جائزة كاروثرز عن «المساهمات البارزة والتطورات في التطبيقات الصناعية للكيمياء».
- 2009 جائزة هيرمان مارك، الجمعية الكيميائية الأمريكية.
- 2008 د. (مرتبة الشرف)، جامعة ليفربول، المملكة المتحدة.
- 2007 جائزة ديكسون في العلوم، جامعة كارنيجي ميلون.
- 2007 جائزة آرثر سي كوب (جائزة الجمعية الكيميائية الأمريكية للإنجاز المتميز في مجال الكيمياء العضوية).
- 2006 وسام مجموعة ماكرو في المملكة المتحدة (الجمعية الملكية المشتركة للكيمياء وجمعية الصناعة الكيميائية) للإنجاز المتميز في مجال الكيمياء الجزيئية.
- 2005 جائزة إيسلين للكيمياء في خدمة الجمهور.
- 2005 جائزة الذكرى الأربعين للاتصالات الكيميائية.
- 2004 دكتور في الجامعة، جامعة أوتاوا، كندا.
- 2003 كرسي هنري رابوبورت للكيمياء العضوية، جامعة كاليفورنيا، بيركلي.
- 2002 دكتور (فخرية كوزا)، جامعة ليون الأولى، فرنسا.
- 2001 الجمعية الكيميائية الأمريكية، جائزة تحية التميز.
- 2001 الجمعية الكيميائية الأمريكية، جائزة إيه سي كوب سكولار.
- 2000 زميل منتخب في الأكاديمية الأمريكية للفنون والعلوم.
- 2000 عضو منتخب في الأكاديمية الوطنية الأمريكية للهندسة.
- 2000 زميل منتخب في الجمعية الكيميائية الأمريكية.
- 2000 زميل منتخب في الجمعية الأمريكية لتقدم العلوم.
- 2000 عضو منتخب في الأكاديمية الوطنية الأمريكية للعلوم.
- 2000 الجمعية الكيميائية الأمريكية، جائزة إيه سي إس في كيمياء البوليمر.
- 2000 مايرون إل. بندر & موريل س بندر المحاضرة الصيفية المتميزة.
- 1999 جمعية علوم وتكنولوجيا التصوير، جائزة كوسار التذكارية.
- 1996 الجمعية الكيميائية الأمريكية، جائزة إيه سي إس في علوم البوليمر التطبيقية.
- 1995 بيتر جيه ديباي رئيس قسم الكيمياء، جامعة كورنيل، نيويورك.
- 1994 الجمعية الكيميائية الأمريكية، جائزة البحث التعاوني في علوم البوليمر.
- 1987 أستاذ كيمياء البوليمرات في آي بي إم.
- 1986 الجمعية الكيميائية الأمريكية، جائزة دوليتل في علوم وهندسة مواد البوليمر.
- 1986 جائزة محاضرة لجمعية البوليمر اليابانية.
- 1983 جائزة اللجنة الوطنية الكندية (IUPAC).

## روابط خارجية
- كلية بيركلي للكيمياء، كلية إمريتي، جان إم جي فريشيه.